# Coccorchestes aiyura
Coccorchestes aiyura är en spindelart som beskrevs av Balogh 1980. Coccorchestes aiyura ingår i släktet Coccorchestes och familjen hoppspindlar. Inga underarter finns listade i Catalogue of Life.